# Poemi runici
I poemi runici sono tre poemi che elencano le lettere dei vari alfabeti runici fornendo per ciascuna runa una strofa poetica esplicativa. I tre poemi che si sono conservati fino ad oggi sono il poema runico anglosassone, il poema runico norvegese ed il poema runico islandese.
I poemi islandese e norvegese elencano le 16 rune del Fuþark recente, mentre quello anglosassone le 29 del Fuþorc. Ogni poema differisce dagli altri nel metro, ma essi contengono numerosi parallelismi; inoltre forniscono svariati riferimenti a figure della mitologia norrena e della mitologia anglosassone (quest'ultima include anche riferimenti cristiani). Una lista di nomi di rune è contenuta anche nell'Abecedarium Nordmannicum, un manoscritto del IX secolo, ma se possa essere chiamato poema o meno è oggetto di dibattito.
È stato teorizzato che i poemi runici fossero tecniche mnemoniche che permettevano di ricordare l'ordine e il nome di ogni lettera dell'alfabeto, e forse potrebbero essere state un catalogo di importanti informazioni culturali, organizzate in maniera da poter essere ricordate facilmente; in questo i poemi runici sono stati paragonati ai detti anglosassoni, alla poesia gnomica e ad alcune forme di poesia norrena finalizzate all'apprendimento.

## Poemi runici

### Anglosassone
Il poema runico anglosassone fu composto (nella versione giuntaci) nell'VIII-IX secolo e riportato sul manoscritto del X secolo Cotton Otho B.x, fol. 165a-165b, conservato nella Cottonian Library a Londra, Inghilterra. Nel 1731 il manoscritto fu perso insieme a molti altri in un incendio; tuttavia il poema era stato copiato da George Hickes nel 1705, e sulla sua copia si sono basate tutte le edizioni più tarde del poema.
La copia di George Hickes potrebbe deviare dal manoscritto originale: Hickes riscrisse il poema in prosa, divise la prosa in 29 strofe e mise una placca di rame incisa con le rune sul margine sinistro in modo che ogni runa stesse di fronte alla propria strofa; per cinque rune (wen, hægl, nyd, eoh ed ing) Hickes fornisce delle varianti, e due rune non riportate nel poema compaiono alla fine della colonna, la cweorð ed una runa senza nome (la calc). Una seconda placca compare al fondo della pagina con due ulteriori rune: stan e gar.
Van Kirk Dobbie afferma che questo apparato probabilmente non era presente nel testo originale del manoscritto Cotton, e che è possibile che il poema originale sarebbe apparso simile nell'ordine e nel testo a quelli norvegese ed islandese.

### Norvegese
Il poema runico norvegese fu conservato in una copia del XVII secolo di un manoscritto duecentesco andato distrutto. Il poema runico norvegese è conservato in un metro appartenente alla poesia scaldica, con strofe di due versi, il primo della forma "(nome della runa) (copula) X" ed il secondo, rimante con il primo, che fornisce informazioni in qualche modo collegate al soggetto.

### Islandese
Il poema runico islandese è conservato in quattro manoscritti del Den Arnamagnæanske Samling di Copenaghen, il più recente dei quali è del tardo XV secolo. Questo poema è stato detto essere il più sistematico dei poemi runici (Abecedarium Nordmannicum incluso) ed è stato paragonato alla forma metrica del ljóðaháttr.

## L'Abecedarium Nordmannicum
Trascritto nel IX secolo, l'Abecedarium Nordmannicum è il più antico catalogo di nomi di rune norrene conosciuto, sebbene non contenga definizioni; in parte è in alto tedesco antico e contiene anche un certo numero di rune tipicamente anglosassoni. Il testo è conservato nel Codex Sangallensis 878, nell'abbazia di San Gallo, e può essere originario di Fulda, in Germania.